# テイラー・スウィフト: THE ERAS TOUR
- The Eras Tour > テイラー・スウィフト: THE ERAS TOUR

『テイラー・スウィフト: THE ERAS TOUR』（Taylor Swift: The Eras Tour）は、シンガーソングライターのテイラー・スウィフトが2023年から2024年にかけて行うコンサート・ツアーであるThe Eras Tourを記録したアメリカ合衆国のコンサート映画である。サム・レンチ監督、スウィフト製作によるこの映画はAMCシアターズとシネマーク・シアターズの配給により2023年10月11日にロサンゼルスでワールド・プレミアが行われた後、10月13日より世界各国の映画館で封切られる。
メジャー映画スタジオとの交渉決裂後にスウィフトはAMCとシネマークとの異例の配給契約を結んだ。撮影は2023年8月にカリフォルニア州イングルウッドのSoFiスタジアムでの3公演で実施され、 SAG-AFTRAは2023年のストライキ進行中に製作を許可した。スウィフトは同月末に『THE ERAS TOUR』を告知するとスタジオや興行会社らは不意を突かれ、10月13日付近に公開が予定されていたいくつかの映画は公開日を変更することとなった。
型破りな公開戦略は論争を呼び、ジャーナリストや業界関係者はスタジオを迂回して映画館と直接提携したスウィフトの動きを称賛した。この映画は大きなチケット需要に応え、アメリカでの前売り開始初日だけで3700万ドルを売り上げた。2023年10月5日時点で全世界での前売り収入は1億ドルに達しており、史上最も収益性の高いコンサート映画のひとつとなった。

## 製作

### 背景と企画
THE ERAS TOURはアメリカ合衆国のシンガーソングライターのテイラー・スウィフトによる6度目のヘッドライニング・コンサート・ツアーである。ツアーは2023年3月17日にアリゾナ州グレンデールから始まり、2024年に終える予定である。ショーは3時間以上に及び、44曲のセットリストでスウィフトの10枚のスタジオ・アルバムをコンセプトごとに10幕に分けている。ツアーは商業的に成功し、批評家からも高い評価を受けた。世界的な空前のチケット需要とファンの熱狂もあり、文化的・経済的な現象となった。
2023年、スウィフトは長編映画としての劇場公開のためにTHE ERAS TOURの記録を依頼した。監督として以前にビリー・アイリッシュの『Billie Eilish: Live at the O2』（2023年）とリゾの『Lizzo: Live in Concert』（2022年）を手がけたサム・レンチが雇われ、映画はカリフォルニア州イングルウッドのSoFiスタジアムで2023年8月3日から5日にかけて行われたロサンゼルス6公演のうち最初の3公演で撮影された。スウィフトの製作会社であるテイラー・スウィフト・プロダクションズはこの映画を単独で製作した。アメリカのメジャー映画スタジオの関与を避けることでスウィフトは経費の削減に成功しており、メディア企業のパックは製作費を1000万ドルから2000万ドルであると推定している。この映画がSAG-AFTRAストライキの進行中に製作、公開、宣伝できたのは「労働組合がスタジオとの交渉で求めているのと同じ基準」を満たす非AMPTP作品としてSAG-AFTRAから特別な承認を得たからである。SAG-AFTRAの交渉責任者であるダンカン・クラブツリー＝アイルランドはスウィフトが「（彼らの）方に来て、これをやりたいと言ったが、それは組合契約に基づいて正しい方法でできる場合に限る」と述べた。スウィフトは8月31日、自身のソーシャル・メディアのアカウントを通し、またABCの『グッド・モーニング・アメリカ』にも出演し、このコンサート映画を告知した。チケットは同日中にアメリカ合衆国、カナダ、メキシコで発売された。9月26日、スウィフトはこの映画が全世界で公開予定であることを発表した。

### 配給とチケット販売
アメリカ合衆国ではAMCシアターズが配給と興行を行うことに合意したが、これはアメリカ映画界では前例のない動きであり、上映期間中は木曜から日曜日までは1日最低4回上映されることとなる。通常上映のチケットの価格は大人はスウィフトの再録アルバム『1989 (Taylor's Version)』にちなんで19.89ドル、子供とシニアはスウィフトの幸運数である13にちなんで13.13ドルと設定された。この映画はIMAXやドルビーシネマなどの大型フォーマットでも上映される。初期購入者にはポスターが無料配布され、一部の劇場では特別テーマのポップコーンとドリンク容器が宣伝で使われた。
AMCは他の地域でも配給会社を務め、この映画を国際的に配給し、同社史上初めて系列外の劇場チェーンにも配給した。シネマーク・シアターズやその他の劇場も配給権を得た。『THE ERAS TOUR』を上映するチェーンはAMCとシネマークの他にリーガル、シネプレックス、シネポリス、シネメックス、オデオンがある。ヴァリアンス・フィルムズは配給契約を通じてAMCとシネマーク以外の劇場でのアメリカ国内予約を支援し、チケットをファンダンゴを通してオンラインでも購入可能にした。北米では4000館以上、世界で8500館以上で上映予定である。
メディア各社によると、スウィフトの家族はAMCのアダム・アロンCEOと密かに配給交渉を行い、配給と資金調達の条件はAMCではなくスウィフト側が決定したという。固定価格モデルと劇場のロイヤリティ・プログラムの否定は非常に型破りであり、業界の常識を逸脱していると考えられている。AMCとシネマーク以外の興行会社や配給会社はスウィフトが発表する朝までこの映画の航海計画を知らなかった。配給会社は善意の仕草としてお互いの公開スケジュールを知らせ合うことが当然となっていたため、これは配給会社幹部たちを苛立たせた。『インサイダー』はパラマウント同意協定は「2020年に終了」しているため、今回の配給契約は合法であると報じた。『パック』のジャーナリストのマシュー・ベローニはメジャー映画スタジオとの「期待外れ」の交渉により、スウィフトと彼女の両親は代わりにアロンとシネマークと直接配給契約を交渉することになったと報じた。契約の一環として、興行収入の43%が映画館に支払われ、スウィフトとAMCの配給部門が残りの57%を分配する。さらに映画館には全ての売り上げを確保して最大26週間上映できるが、スウィフトには13週後に映画をストリーミング・サービスに送るというオプションがある。『フィナンシャル・タイムズ』によるとトラファルガー・リリーシングがこの映画の世界配給を担当しており、中国での公開に向けた契約交渉が行われている。

## 公開
『THE ERAS TOUR』のワールド・プレミアは2023年10月11日にカリフォルニア州ロサンゼルスで行われる。『1989 (Taylor's Version)』の発売2週間前となる2023年10月13日に100以上の国と地域で世界的に劇場公開が始まり、また一部の国や地域では遅れて2023年11月3日より封切られる。アメリカ合衆国、カナダ、メキシコ、オーストラリアでは10月13日より4週連続で上映される。『バラエティ』はこの映画は4週の劇場公開と北米での広範囲の上映は「音楽ファンが映画館でのコンサート映像体験に慣れ親しんできたような、一晩や二晩のスペシャル・エンゲージメントとは全く異なる」と指摘した。

### 動画配信
ウォルト・ディズニー・カンパニーは本映画を定額制動画配信サービスのDisney+にて2024年3月15日から見放題配信することを同年2月7日に発表した。

## 評価

### 前売り
『THE ERAS TOUR』は前例のないチケット需要に見舞われた。このような需要を見越し、また2022年チケットマスター論争を踏まえてAMCはシステムをアップグレードして当初の5倍のキャパシティを許容できるようにし、他のほとんどの映画のオンラインでのチケット販売を一時的に停止した。それにもかかわらず販売開始直後にモバイルアプリがクラッシュし、客たちはAMCのウェブサイトにアクセスするために順番待ちした。チケット発売から数時間で先行売り上げは1000万ドルを突破し、興行アナリストたちはこれをマーベル映画の成績になぞらえた。世界的な「AMC」のインターネット検索は1000％以上急増し、AMCの株価は一時9.2%急騰した。『フィナンシャル・ポスト』はこの映画の目覚ましいチケット販売のニュースは「大西洋の両側で株価を押し上げた」と評した。
2023年9月1日、AMCは『THE ERAS TOUR』が同社のプラットフォームで3時間以内に2600万ドルを売り上げたと発表し、『スパイダーマン:ノー・ウェイ・ホーム』（2021年）が記録した1690万ドルを上回って同社史上最高の単日の前売り券売り上げを記録した。シネマークの最高マーケティング責任者であるワンダ・ギアハート・フィアリングは需要を満たすために「前例のない数の客席」を用意したと発表した。それゆえにAMCとシネマークは営業時間を増やした。IMAXでは1日で250回以上の上映分が完売となったがこれは「ブロックバスター・テントポール作品」並の数字である。ファンタンゴは『THE ERAS TOUR』が2023年に『ノー・ウェイ・ホーム』、『アベンジャーズ/エンドゲーム』（2019年）、『スター・ウォーズ/フォースの覚醒』（2015年）に匹敵する初日チケット売り上げのプラットフォーム最高記録を出したと発表した。『Deadline Hollywood』はこの映画のアメリカ合衆国での前売り開始初日の売り上げが3700万ドルを超えており、『フォースの覚醒』の2000万ドルを超え、『アベンジャーズ/エンドゲーム』の5000万ドルに次ぐ歴代2位の記録であると報じた。9月15日までにこの映画の先行販売収入は6500万ドルに達し、『ドクター・ストレンジ/マルチバース・オブ・マッドネス』（2022年）の6000万ドルや『THE BATMAN-ザ・バットマン-』（2022年）の4200万ドルを上回った。
メキシコでは予約開始の数日間でシネポリスの映画館で29万2500枚のチケットを売り上げ、『アベンジャーズ/インフィニティ・ウォー』（2018年）を上回った。オーストラリアではホイツでの予約開始から12時間で30万ドル以上を売り上げ、『アバター:ウェイ・オブ・ウォーター』（2022年）の初日前売りの3倍を記録した。イギリスでは『BTS: Permission to Dance on Stage』（2022年）を上回ってコンサート映画の初日および初週の先行販売収入としてビューの最高記録を更新した。アメリカ合衆国での公開初週末興行収入の予想は7000万ドルから1億ドルとみられており、これはコンサート映画としては記録的である。しかしながらAMCは公開1週間前の時点で既に先行販売で1億ドルを売り上げていると発表している。これによりこの映画は『ジャスティン・ビーバー ネヴァー・セイ・ネヴァー』（2011年）を上回って史上最も売れたコンサート映画となった。

### 業界の反応
この映画の異例の公開戦略は映画、音楽、エンターテインメント・ジャーナリストから多くの意見を集めた。『ヴァニティ・フェア』はこの映画が「映画鑑賞者にとって最も必要な時期」に登場し、多くのハリウッド作品に影響を与えた当時進行中の全米脚本家組合とSAG-AFTRAのストライキによって劇場側が広範囲に影響を受けた後に収益を押し上げる可能性があると分析した。『Deadline Hollywood』と『USAトゥデイ』のライターも同様の感想を述べ、この映画が2023年後半の興行収入を「救う」と考えた。全米劇場所有者協会会長のマイケル・オリアリーは『THE ERAS TOUR』の成功が劇場におけるコンサート映画の可能性を示していると考えた。CNBCはスウィフトは1960年代に初めて映画館に進出したコンサート映画というジャンルを再活性化するだろうと述べた。『ローリング・ストーン』は『THE ERAS TOUR』を「2023年秋の必見映画42本」のひとつに選んだ。
『デイリー・テレグラフ』はスウィフトを「ショービジネス界の最高の戦術家」であると称賛し、「バーベンハイマーは人々が共同体験に参加していると感じれば映画館に足を運ぶことを示した。ハリウッドはこれを利用しようとしなかった。だから代わりにスウィフトがそうしたのだ」と書いた。『Collider』と『TheWrap』の分析では、スウィフトが契約交渉に成功してその収益性を証明することにより、劇場がスタジオの助けを借りずに番組を見つけるように促し、「映画配給の力学を変える可能性がある」と結論づけられた。ソニー・ピクチャーズCEOのトニー・ヴィンシクエラは『THE ERAS TOUR』を映画館にとっての「大規模で予期せぬ救済」と呼んだ。
『ニューズウィーク』はスウィフトとAMCの提携は映画配給の「ルールを書き換える可能性がある」と論じた。『ビルボード』は「異例の契約」がAMCや他の興行会社に影響を与え、他のコンサート映画を含む配給事業を拡大する可能性があると指摘した。2023年10月1日、アメリカ人歌手のビヨンセが自身のルネッサンス・ワールド・ツアーのコンサート映画『Renaissance: A Film by Beyoncé』を『THE ERAS TOUR』の公開に先立って告知した。『Renaissance』は「AMC（とスウィフト）によって結ばれた」ものと同じスタジオを介さない配給契約を結んだ。

#### 影響を受けた映画
様々な映画がスウィフトとの競合を避けるために公開日を変更した。超常現象ホラー映画『エクソシスト 信じる者』は当初は同日公開が予定されていたため、この映画が告知されると2023年7月の『バービー』と『オッペンハイマー』を巡る「バーベンハイマー」現象にちなんでハッシュタグ「エクソスウィフト」（"#Exorswift"）がソーシャルメディア上でトレンドになった。これを受けてユニバーサル・ピクチャーズとブラムハウス・プロダクションズは当初13日の金曜日に公開予定だった『エクソシスト』の封切り日を1週間前倒した。パラマウント・ピクチャーズとAppleスタジオはマーティン・スコセッシ監督の西部劇映画『キラーズ・オブ・ザ・フラワームーン』の10月20日の拡大公開に先駆けた2週間の限定上映の計画を断念した。
| 映画                           | 配給                         | 当初の公開予定日 | 変更された公開日 | 参照   |
| ------------------------------ | ---------------------------- | ---------------- | ---------------- | ------ |
| ダム・マネー ウォール街を狙え! | ソニー・ピクチャーズ         | 2023年10月6日    | 2023年9月29日    | [ 63 ] |
| エクソシスト 信じる者          | ユニバーサル・ピクチャーズ   | 2023年10月13日   | 2023年10月6日    | [ 60 ] |
| Freelance                      | レラティビティ・メディア     | 2023年10月6日    | 2023年10月27日   | [ 64 ] |
| The Marsh King's Daughter      | ライオンズゲート・フィルムズ | 2023年10月6日    | 2023年11月3日    | [ 65 ] |
| Ordinary Angels                | ライオンズゲート・フィルムズ | 2023年10月13日   | 2024年2月23日    | [ 66 ] |
| The Persian Version            | ソニー・ピクチャーズ         | 2023年10月13日   | 2023年10月20日   | [ 67 ] |
| Priscilla                      | A24                          | 2023年10月27日   | 2023年11月3日    | [ 11 ] |
| What Happens Later             | ブリーカー・ストリート       | 2023年10月13日   | 2023年11月3日    | [ 68 ] |